# Гјони (Кунео)
Гјони је насеље у Италији у округу Кунео, региону Пијемонт.
Према процени из 2011. у насељу је живело 56 становника. Насеље се налази на надморској висини од 370 м.